# جوزيف يونغ بيرغن
جوزيف يونغ بيرغن (بالإنجليزية: Joseph Young Bergen)‏ هو عالم نبات أمريكي، ولد في 22 فبراير 1851 في كاليس في الولايات المتحدة، وتوفي في 10 أكتوبر 1917 في كامبريدج في الولايات المتحدة.